# Hartmannsdorf (powiat Saale-Holzland)
Hartmannsdorf – miejscowość i gmina w Niemczech, w kraju związkowym Turyngia, w powiecie Saale-Holzland, wchodzi w skład wspólnoty administracyjnej Heideland-Elstertal-Schkölen. Do 31 grudnia 2011 gmina wchodziła w skład wspólnoty administracyjnej Heideland-Elstertal, która dzień później została rozwiązana.